# 39 Eskadra Towarzysząca
39 eskadra towarzysząca – pododdział lotnictwa Wojska Polskiego w II Rzeczypospolitej.

## Formowanie i walki
39 eskadra towarzysząca została sformowana na podstawie rozkazu L.dz. 4359/tjn. Ministra Spraw Wojskowych z dnia 19 lipca 1937 roku.
Eskadra została zorganizowana na lotnisku Ławica w Poznaniu, na bazie IV plutonu 33 eskadry towarzyszącej i podporządkowana dowódcy IV/3 dywizjonu towarzyszącego 3 pułku lotniczego.
W dniu 24 sierpnia 1939 roku, po zarządzeniu mobilizacji, eskadra została rozformowana, a jej personel i wyposażenie posłużył do uzupełnienia 33 i 36 eskadry towarzyszącej.

## Personel eskadry
| Stanowisko      | Stopień, imię i nazwisko              |
| --------------- | ------------------------------------- |
| dowódca         | kpt. obs. Antoni Koźmiński            |
| dowódca I/39    | por. obs. Janusz Badowski             |
| dowódca II/39   | por. obs. Henryk Możdżeń              |
| szef eskadry    | st. sierż. Ignacy Kreczewski          |
| szef mechaników | st. majster wojsk. Władysław Metelski |

| Stanowisko    | Stopień, imię i nazwisko        |
| ------------- | ------------------------------- |
| dowódca       | kpt. Antoni Koźmiński           |
| dowódca I/39  | por. Franciszek Tomasz Świetlik |
| dowódca II/39 | por. Henryk Możdżeń             |
| obserwator    | por. Jan Marian Czarkowski      |
| obserwator    | por. Józef Paluch               |
| obserwator    | ppor. Henryk Cyruliński         |
| obserwator    | ppor. Tadeusz Wiesław Sawicki   |